# Lucas Cavallini
Lucas Cavallini (Toronto, 1992. december 28. –) kanadai válogatott labdarúgó, a mexikói Puebla csatára.

## Pályafutása

### Klubcsapatokban
Cavallini a kanadai fővárosban, Torontoban született. Az ifjúsági pályafutását a helyi Club Uruguay Toronto és Clarkson Sheridan csapatában kezdte, majd az uruguayi Nacional akadémiájánál folytatta.
2011-ben mutatkozott be a Nacional felnőtt keretében. 2012 és 2015 között a Juventud és a Fénix csapatát erősítette kölcsönben. 2015-ben a Fénix, majd 2017-ben a Peñarol szerződtette. A 2017–18-as szezonban a mexikói Pueblánál szerepelt kölcsönben. A lehetőséggel élve, 2018-ban a mexikói klubhoz igazolt. 2020. január 1-jén hároméves szerződést kötött az észak-amerikai első osztályban szereplő Vancouver Whitecaps együttesével. Először a 2020. március 1-jei, Sporting Kansas City ellen 3–1-re elvesztett mérkőzésen lépett pályára. Első gólját 2020. szeptember 6-án, a Toronto ellen hazai pályán 3–2-re megnyert találkozón szerezte meg. 2023 februárjában a mexikói Tijuanához írt alá. 2024-ben a Puebla szerződtette.

### A válogatottban
Cavallini az U20-as és az U23-as korosztályú válogatottakban is képviselte Kanadát.
2012-ben debütált a felnőtt válogatottban. Először a 2012. augusztus 15-ei, Trinidad és Tobago ellen 2–0-ra megnyert mérkőzés 77. percében, Tosaint Rickettset váltva lépett pályára. Első két válogatott gólját 2018. szeptember 9-én, az Amerikai Virgin-szigetek ellen 8–0-ás győzelemmel zárult nemzetek-ligája-selejtezőn szerezte meg.

## Statisztikák
2024. augusztus 1. szerint
| Klub                | Szezon   | Osztály  | Bajnokság | Bajnokság | Kupa  | Kupa | Nemzetközi | Nemzetközi | Összesen | Összesen |
| Klub                | Szezon   | Osztály  | Meccs     | Gól       | Meccs | Gól  | Meccs      | Gól        | Meccs    | Gól      |
| ------------------- | -------- | -------- | --------- | --------- | ----- | ---- | ---------- | ---------- | -------- | -------- |
| Vancouver Whitecaps | 2020     | MLS      | 18        | 6         | 0     | 0    | —          | —          | 18       | 6        |
| Vancouver Whitecaps | 2021     | MLS      | 22        | 3         | 0     | 0    | —          | —          | 22       | 3        |
| Vancouver Whitecaps | 2022     | MLS      | 24        | 9         | 4     | 0    | —          | —          | 28       | 9        |
| Tijuana             | 2022–23  | Liga MX  | 12        | 2         | 0     | 0    | —          | —          | 12       | 2        |
| Tijuana             | 2023–24  | Liga MX  | 12        | 1         | 0     | 0    | 1          | 0          | 13       | 1        |
| Puebla              | 2023–24  | Liga MX  | 16        | 3         | 0     | 0    | —          | —          | 16       | 3        |
| Puebla              | 2024–25  | Liga MX  | 4         | 4         | 0     | 0    | 2          | 0          | 6        | 4        |
| Összesen            | Összesen | Összesen | 108       | 28        | 4     | 0    | 3          | 0          | 115      | 28       |

### A válogatottban
| Válogatott | Év       | Pályára lépés | Gól |
| ---------- | -------- | ------------- | --- |
| Kanada     | 2012     | 2             | 0   |
| Kanada     | 2015     | 1             | 0   |
| Kanada     | 2017     | 4             | 0   |
| Kanada     | 2018     | 3             | 3   |
| Kanada     | 2019     | 7             | 8   |
| Kanada     | 2021     | 11            | 5   |
| Kanada     | 2022     | 7             | 2   |
| Kanada     | 2023     | 5             | 1   |
| Összesen   | Összesen | 40            | 19  |

#### Góljai a válogatottban
| #  | Időpont             | Helyszín                                                        | Ellenfél                 | Gólok | Eredmény | Kiírás                                        |
| -- | ------------------- | --------------------------------------------------------------- | ------------------------ | ----- | -------- | --------------------------------------------- |
| 1  | 2018. szeptember 9. | IMG Academy, Bradenton, Amerikai Egyesült Államok               | Amerikai Virgin-szigetek | 2–0   | 8–0      | 2019–20-as CONCACAF-nemzetek-ligája-selejtező |
| 2  | 2018. szeptember 9. | IMG Academy, Bradenton, Amerikai Egyesült Államok               | Amerikai Virgin-szigetek | 5–0   | 8–0      | 2019–20-as CONCACAF-nemzetek-ligája-selejtező |
| 3  | 2018. október 16.   | BMO Field, Toronto, Kanada                                      | Dominikai Közösség       | 3–0   | 5–0      | 2019–20-as CONCACAF-nemzetek-ligája-selejtező |
| 4  | 2019. március 24.   | BC Place, Vancouver, Kanada                                     | Francia Guyana           | 2–1   | 4–1      | 2019–20-as CONCACAF-nemzetek-ligája-selejtező |
| 5  | 2019. március 24.   | BC Place, Vancouver, Kanada                                     | Francia Guyana           | 4–1   | 4–1      | 2019–20-as CONCACAF-nemzetek-ligája-selejtező |
| 6  | 2019. június 20.    | Broncos Stadion at Mile High, Denver, Amerikai Egyesült Államok | Mexikó                   | 1–2   | 1–3      | 2019-es CONCACAF-aranykupa                    |
| 7  | 2019. június 23.    | Bank of America Stadion, Charlotte, Amerikai Egyesült Államok   | Kuba                     | 2–0   | 7–0      | 2019-es CONCACAF-aranykupa                    |
| 8  | 2019. június 23.    | Bank of America Stadion, Charlotte, Amerikai Egyesült Államok   | Kuba                     | 3–0   | 7–0      | 2019-es CONCACAF-aranykupa                    |
| 9  | 2019. június 23.    | Bank of America Stadion, Charlotte, Amerikai Egyesült Államok   | Kuba                     | 4–0   | 7–0      | 2019-es CONCACAF-aranykupa                    |
| 10 | 2019. június 29.    | NRG Stadion, Houston, Amerikai Egyesült Államok                 | Haiti                    | 2–0   | 2–3      | 2019-es CONCACAF-aranykupa                    |
| 11 | 2019. október 15.   | BMO Field, Toronto, Kanada                                      | Egyesült Államok         | 2–0   | 2–0      | 2019–20-as CONCACAF-nemzetek-ligája (A liga)  |
| 12 | 2021. március 29.   | IMG Academy, Bradenton, Amerikai Egyesült Államok               | Kajmán-szigetek          | 8–0   | 11–0     | 2022-es VB-selejtező                          |
| 13 | 2021. március 29.   | IMG Academy, Bradenton, Amerikai Egyesült Államok               | Kajmán-szigetek          | 10–0  | 11–0     | 2022-es VB-selejtező                          |
| 14 | 2021. március 29.   | IMG Academy, Bradenton, Amerikai Egyesült Államok               | Kajmán-szigetek          | 11–0  | 11–0     | 2022-es VB-selejtező                          |
| 15 | 2021. június 5.     | IMG Academy, Bradenton, Amerikai Egyesült Államok               | Aruba                    | 1–0   | 7–0      | 2022-es VB-selejtező                          |
| 16 | 2021. június 5.     | IMG Academy, Bradenton, Amerikai Egyesült Államok               | Aruba                    | 3–0   | 7–0      | 2022-es VB-selejtező                          |
| 17 | 2022. június 9.     | BC Place, Vancouver, Kanada                                     | Curaçao                  | 4–0   | 4–0      | 2022–23-as CONCACAF-nemzetek-ligája (A liga)  |
| 18 | 2022. november 17.  | Al-Maktoum Stadion, Dubaj, Egyesült Arab Emírségek              | Japán                    | 2–1   | 2–1      | Barátságos mérkőzés                           |
| 19 | 2023. június 27.    | BMO Field, Toronto, Kanada                                      | Guadeloupe               | 1–1   | 2–2      | 2023-as CONCACAF-aranykupa                    |

## Sikerei, díjai
Vancouver Whitecaps
- Kanadai Kupa
  - Győztes (1): 2022